# Tim Flock
Julius Timothy „Tim” Flock (ur. 11 maja 1924, zm. 31 marca 1998) – amerykański kierowca wyścigowy, dwukrotny mistrz serii NASCAR. Jest bratem drugiej kobiety w NASCAR, Ethel Mobley, oraz Boba Flocka i Fonty Flocka.

## Kariera
Wziął udział w pierwszym w historii wyścigu serii Strictly Stock w 1949 roku, na torze w Charlotte w Północnej Karolinie, który ukończył na piątej pozycji (samochodem Oldsmobile). Wystartował w tym roku w pięciu z ośmiu wyścigów i zakończył sezon na ósmym miejscu, za swoimi braćmi, Bobym (trzecie miejsce) i Fontym (piąte miejsce). W kwietniu następnego roku samochodem Lincoln wygrał wyścig w Charlotte, pokonując drugiego na mecie Boba Flocka. Sezon 1951 przyniósł mu siedem zwycięstw, jedno pierwsze pole startowe i trzecie miejsce w klasyfikacji generalnej mistrzostw. Kolejny rok był jeszcze lepszy. Tim Flock wygrał osiem wyścigów, a do czterech startował z pierwszego pola. Pokonał w klasyfikacji generalnej Herba Thomasa zdobywając o 106 punktów więcej od niego.
Tim Flock miał małpę, rezusa o imieniu Jocko Flocko. Wygrał z nią w wyścigu na torze Hickory Motor Speedway. Dzięki temu Jocko Flocko została jedyną małpą, która wygrała wyścig. Dwa tygodnia późnej małpa już nie wystartowała, ponieważ bardzo się bała kół w samochodzie.

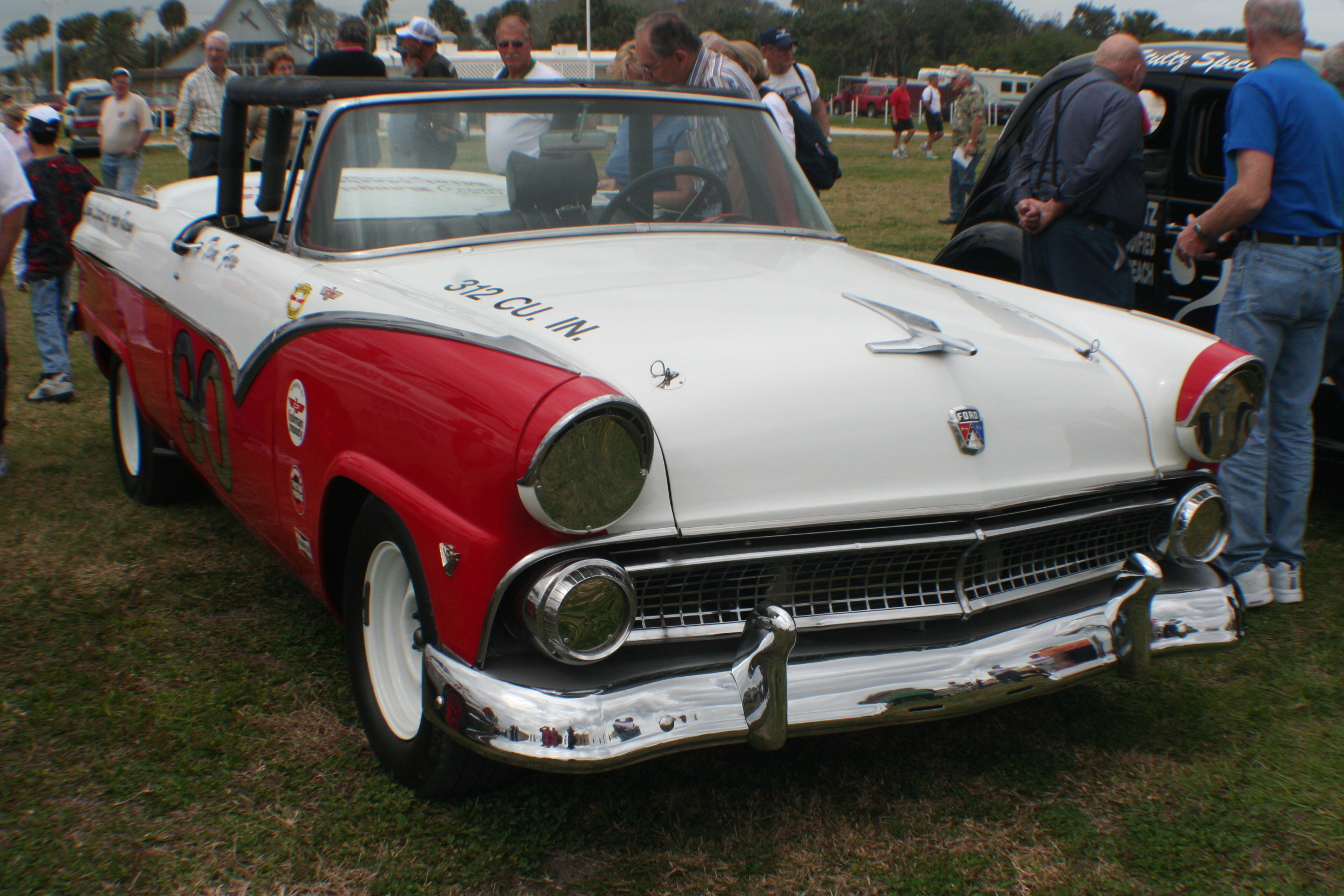
Ford Tima Flock'a z 1955

W roku 1955 Flock wystartował w 39 z 45 wyścigów. Wygrał aż 18 wyścigów, a 19 razy startował z pierwszego pola. Rekord Flocka w ilości wygranych wyścigów w jednym sezonie został pobity przez  Richarda Petty'ego, natomiast nikt jeszcze poza Timem Flockiem nie wystartował do dziewiętnastu wyścigów sezonu z pierwszego pola. Tim Flock po raz drugi świętował tytuł mistrza serii Grand National. W następnym roku wygrał jeszcze cztery wyścigi, w tym wyścig na Daytonie i Road America, który był ostatnim wyścigiem na torze drogowym do 1990 roku. Tim Flock zakończył sezon na 9. miejscu. Kontynuował starty do 1961 roku. W ostatnim wyścigu w swojej karierze został zdyskwalifikowany z powodu niezgodnego z regulaminem gażnika. W swojej karierze wystartował w 187 wyścigach NASCAR, wygrywając 39 z nich, startując 38 razy z pierwszego pola i zdobywając dwa tytuły. W 1991 roku wystartował jeszcze w wyścigu NASCAR Legends na torze Charlotte Motor Speedway. Startował tam z takimi kierowcami, jak Cale Yarborough, Junior Johnson, Pete Hamilton, i Donnie Allison. Wygrał Elmo Langley, a Tim Flock dojechał na dziesiątej pozycji wśród 22 startujących zawodników.
Zmarł 31 marca 1998 na raka płuc i wątroby w wieku 73 lat. Trafił do International Motorsports Hall of Fame, a miesiąc przed śmiercią w prywatnej uroczystości został uhonorowany jako jeden z 50 najlepszych kierowców NASCAR (NASCAR's 50 Greatest Drivers). Oficjalna uroczystość odbyła się już po jego śmierci, w styczniu 1999 roku.